# Luminița Anghel
Luminița Anghel är en rumänsk sångerska född 7 oktober 1968 i Bukarest. 
Tillsammans med slagverksgruppen Sistem representerade hon sitt hemland i Eurovision Song Contest 2005 i Kiev, Ukraina, med låten Let Me Try. De vann semifinalen med 235 poäng och i finalen kom de trea efter Helena Paparizou och Chiara. 
Anghel ställer 2013 upp i Rumäniens uttagning till Eurovision Song Contest 2013 med låten "Unique". Hon tog sig via den första semifinalen vidare till finalen av tävlingen.

## Diskografi

### Album
- Sansa e de partea mea 1998
- Promisiuni 2001

### Singlar
- "Let Me Try" 2005
- "Love Will Come"
- "Unique" 2013